# Lady Godiva
Lady Godiva, o Godgifu (990 – 10 settembre 1067), fu una nobildonna anglosassone, moglie del conte Leofrico di Coventry (Inghilterra).

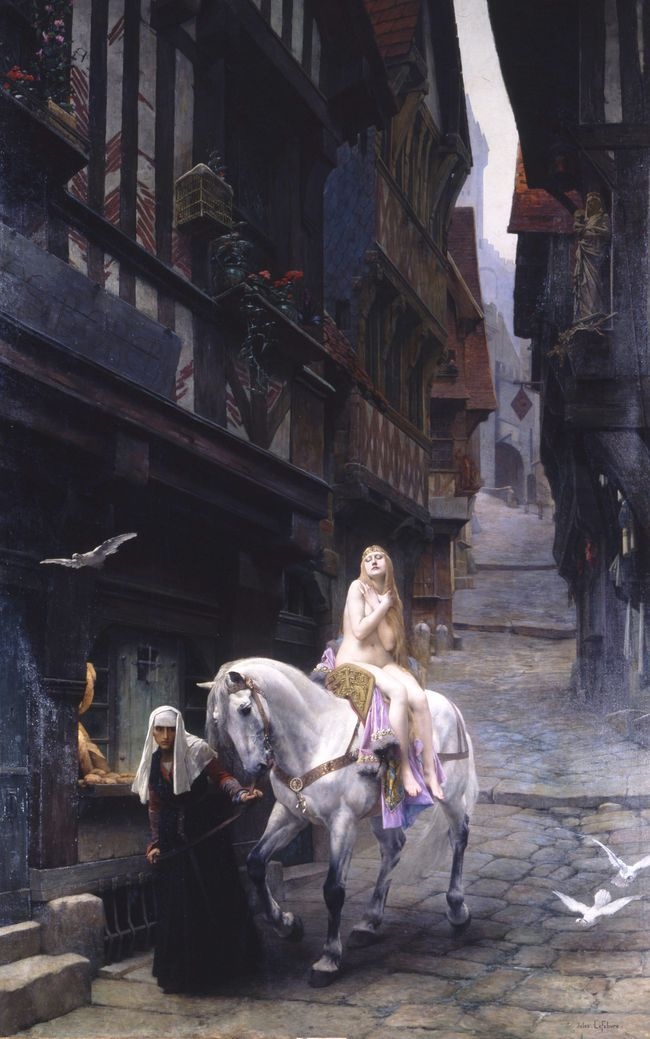
Lady Godiva di Jules Joseph Lefebvre.

Secondo la leggenda, cavalcò nuda per le vie di Coventry per ottenere la soppressione di un ulteriore tributo imposto da suo marito ai propri sudditi.
Per tradizione popolare l'appellativo "Peeping Tom", equivalente inglese dell'italiano "guardone", deriva dal fatto che il giovane Tom la guardò e rimase talmente impressionato da divenire cieco.

## Il personaggio storico
Il significato del nome anglosassone Godgifu o Godgyfu è regalo di Dio, Godiva è la versione latinizzata.
Secondo il Liber Eliensis, scritto alla fine del XII secolo da un monaco dell'Isola di Ely, era vedova quando Leofrico la sposò. Sia Leofrico che Godiva erano benefattori generosi delle case religiose.
Nel 1043, Leofrico fondò un monastero benedettino a Coventry. Ruggero di Wendover, scrittore del XII secolo, attribuisce a Godiva la forza convincente di questo atto.
Nel 1050, il suo nome è menzionato insieme a quello del marito su una concessione di terra fatta al monastero di Santa Maria di Worcester. Sono anche ricordati come benefattori di altri monasteri a Leominster, Chester, Much Wenlock ed Evesham.
Il suo sigillo “di Ego Godiva Comitissa diu istud desideravi”, compare su una lettera presumibilmente data da Thorold di Bucknall al monastero benedettino di Spalding. Tuttavia, questa lettera è considerata un falso da molti storici. Inoltre alcuni studiosi di genealogie hanno ipotizzato che Thorold, che compare nel Libro di Domesday come sceriffo di Lincolnshire, fosse suo fratello.
Alla morte di Leofrico nel 1057, Lady Godiva continuò a vivere nella contea fino a dopo la conquista normanna. Dal Libro di Domesday sembrerebbe di poter evincere che sia stata tra i pochi anglosassoni e unica donna a rimanere un'importante proprietaria terriera anche dopo la conquista. Il libro risalirebbe al 1086, e alcuni datano la morte di Godiva fra il 1066 e il 1086. Per altri sarebbe invece morta il 10 settembre 1067.
Anche il luogo in cui Godiva fu sepolta è fonte di dibattito. Secondo alcuni, è forse sepolta nella chiesa della Benedetta Trinità a Evesham, che sta cadendo in rovina. Tuttavia, la romanziera Octavia Randolph affermò che Godiva era stata sepolta vicino al marito, nella chiesa principale di Coventry: Dugdale (1656) sosteneva che una finestra con le rappresentazioni di Leofrico e di Godiva era stata posta nella chiesa della trinità a Coventry, al tempo di Riccardo II d'Inghilterra.

## La leggenda

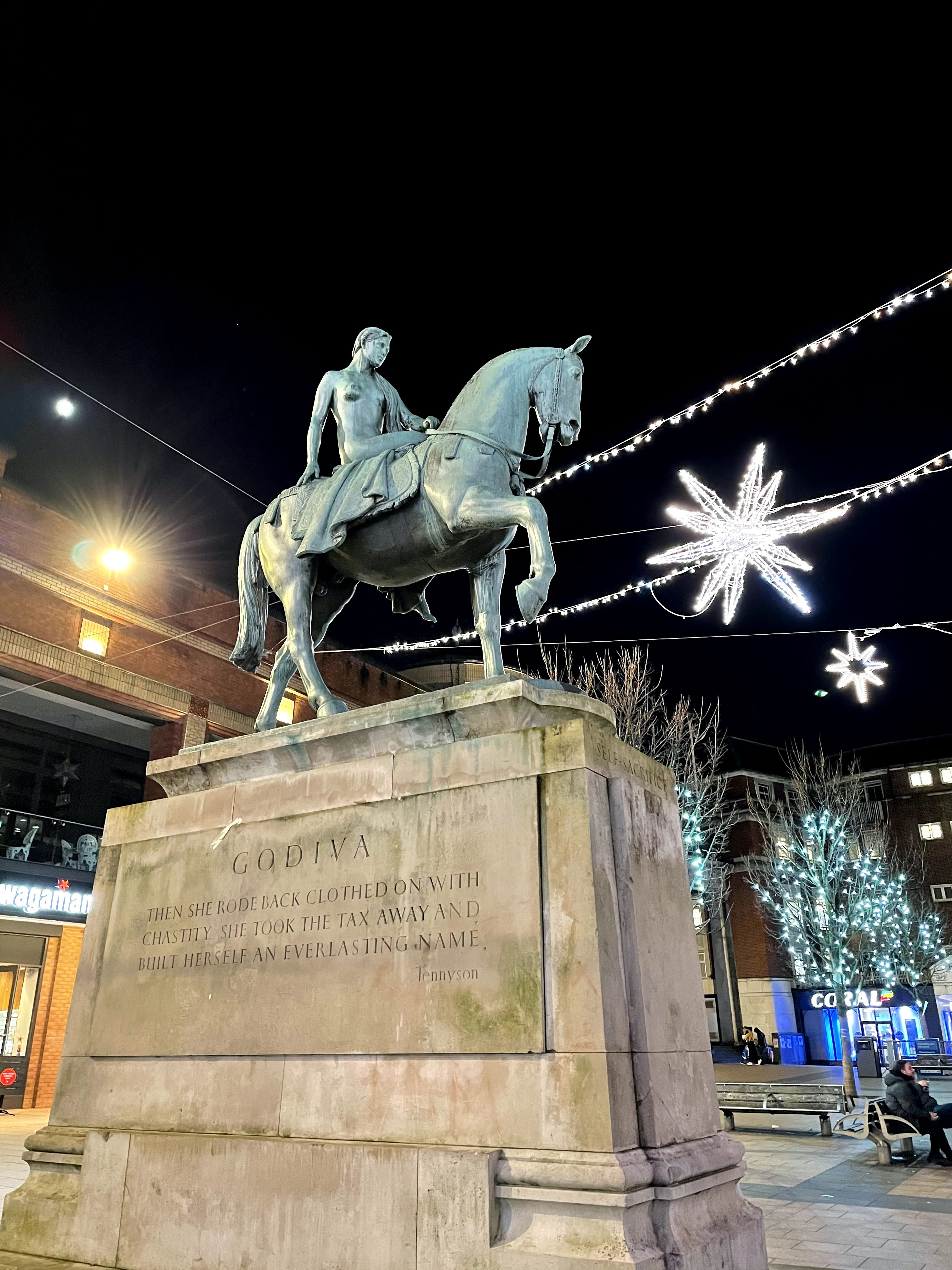
Una statua di Lady Godiva nel centro di Coventry.

Secondo la tradizione popolare, la bella Lady Godiva prese le parti della popolazione di Coventry, che stava soffrendo per le tasse oppressive imposte da suo marito. Lady Godiva gli chiese più volte di toglierle, ma il marito rifiutò sempre.
Stanco delle sue suppliche, le disse che avrebbe dato ascolto alla sua richiesta solo se avesse cavalcato nuda nelle vie della città. Lady Godiva lo prese alla lettera e, dopo la pubblicazione del proclama dove si raccomandava a tutte le persone di mantenere chiuse porte e finestre, cavalcò a Coventry, coperta soltanto dai suoi lunghi capelli.
Soltanto una persona nella città, un sarto poi conosciuto come Peeping Tom, disobbedì al proclama. Nella storia, Tom fece un foro in una persiana per poter vedere il passaggio di Godiva e rimase cieco. Alla fine, il marito di Godiva mantenne la sua parola e abolì le tasse onerose.

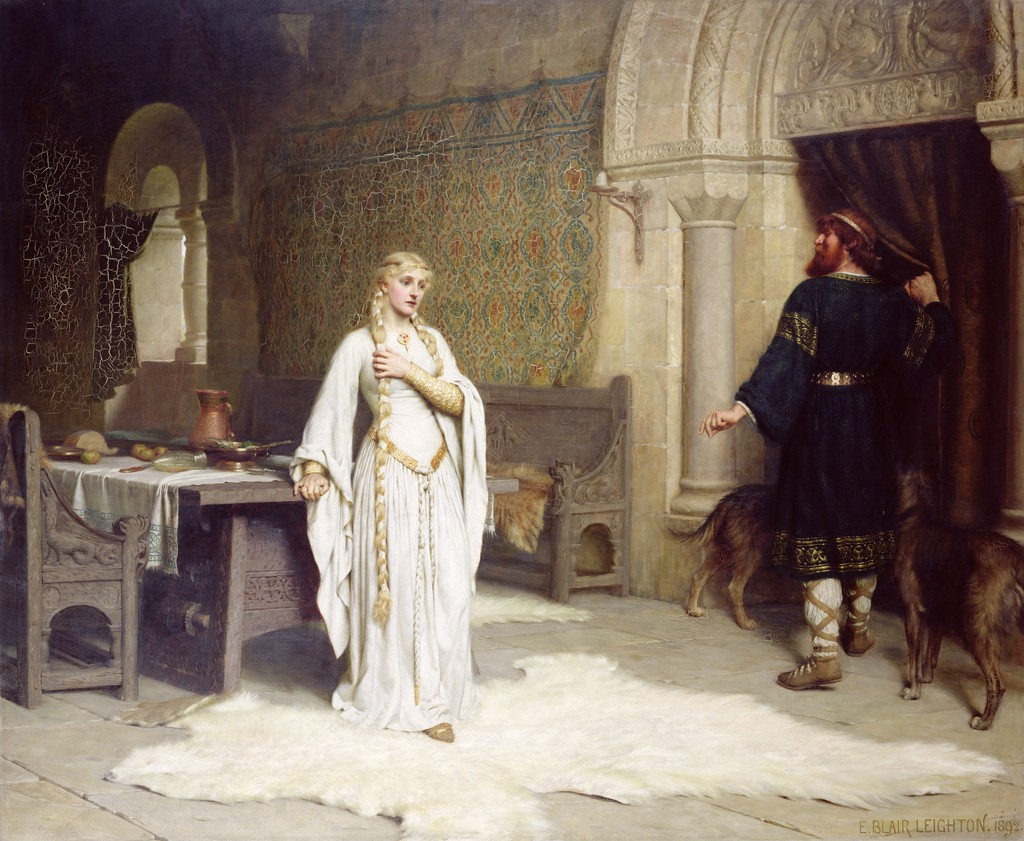
Lady Godiva di Edmund Blair Leighton (1892).

Una versione ancora più antica della leggenda racconta che Godiva attraversò il mercato di Coventry da un'estremità all'altra, mentre la gente era riunita, scortata solo da due cavalieri. Questa versione è fornita nella Flores Historiarum da Roger di Wendover, un collezionista di aneddoti (morto nel 1236).
La storia successiva, quella con il relativo episodio che riguarda Peeping Tom, comparve per la prima volta nelle cronache attorno al XVII secolo. A quel tempo, i penitenti erano soliti fare una processione pubblica soltanto con un piccolo indumento bianco simile a una mutanda, che era certamente considerato biancheria intima. Quindi, alcuni studiosi ipotizzano che Godiva abbia realmente attraversato la città, come una penitente. La storia di Godiva passò poi nel folklore popolare e venne romanzata.

## Cultura di massa

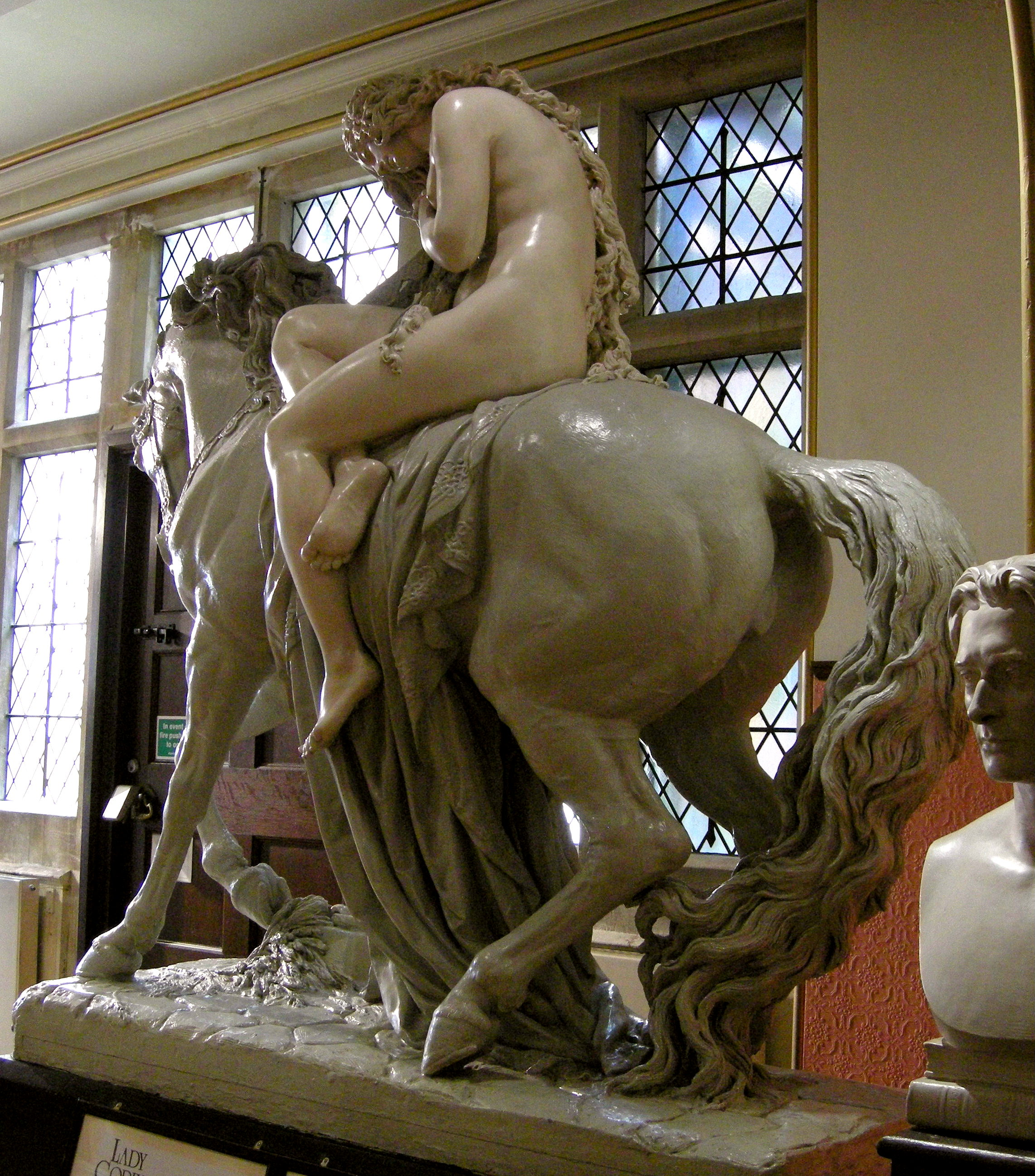
Statua di Lady Godiva di John Thomas (1813–1862), al Maidstone Museum, Kent, Inghilterra.

- La processione di Godiva – una commemorazione della leggendaria cavalcata istituita il 31 maggio 1678, come componente della fiera di Coventry – è stato celebrata a intervalli fino al 1826. Dopo un'interruzione è stata di nuovo celebrata dal 1848 al 1887 ed è poi continuata nel XXI secolo.
- L'effigie in legno di Peeping Tom (che dal 1812 vigilava sul mondo da una casa dall'angolo nord-occidentale della Hertford Street, a Coventry) rappresenta un uomo in armatura ed era probabilmente un'immagine di San Giorgio. Fu spostata in un'altra parte della città e collocata nella posizione attuale.
- Dalla metà degli anni ottanta del XX secolo una residente di Coventry, Pru Porretta, ha iniziato a utilizzare la figura di Lady Godiva per promuovere gli eventi e le iniziative della comunità.
- A partire dal 2005, Porretta detiene la condizione di ambasciatore ufficioso di Coventry. Ogni settembre, Porretta, in occasione del compleanno di Lady Godiva, organizza una rievocazione storica locale per l'unità e la pace nel mondo, conosciuta come The Godiva Sisters.
- Lady Godiva è stata anche immortalata nel poema Godiva di Alfred Tennyson.
- Dal poema di Tennyson il librettista italiano Luigi Illica trasse, nel 1911, una 'leggenda drammatica' musicata da Pietro Mascagni. Nel libretto di Illica, Godiva diviene Isabeau, figlia di Raimondo, sovrano di un regno collocato in un medioevo dai contorni indefiniti: unica figlia, rifiuta il matrimonio e il padre la costringerà, per punizione, a cavalcare nuda per le vie della città, accettando, però, la richiesta del popolo, affezionato alla 'reginotta', che nessuno la possa vedere durante la cavalcata sotto il sole di mezzogiorno. Ma Folco, un ragazzo di umile origine e sognatore, decide di infrangere il divieto e di vedere ugualmente Isabeau, celebrando la sua bellezza col gettare fiori al suo passaggio. Il popolo, inferocito, vuole la sua condanna a morte. Isabeau, inizialmente offesa, cede infine all'amore del giovane ed entrambi verranno lapidati dalla folla (Cfr. Carlo Botteghi, Isabeau. leggenda drammatica di Illica-Mascagni, a cura di Cesare Orselli, LoGisma, 2007). Isabeau venne tenuta a battesimo nel Coliseo di Buenos Aires con un certo successo nel 1911 e arrivò in Italia, in una doppia prima alla Scala di Milano e a La Fenice di Venezia, solo l'anno successivo, il 20 gennaio 1912 (Cfr. Venturi Fulvio, Pietro Mascagni. Biografia e cronologia esecutiva, Debatte, 2006).
- Il secondo episodio della settima stagione di Streghe è interamente dedicato a Lady Godiva.
- L'album Go Go Diva de La Rappresentante di Lista si rifà al nome di Lady Godiva, vista come una figura di "donna che affronta nuda e cruda il mondo"[12].
- Nel brano musicale Don't stop me now del gruppo rock britannico Queen, incluso nell'album Jazz del 1978 e pubblicato su singolo nel gennaio 1979, viene citata Lady Godiva (dal testo: I'm a shooting star leaping through the sky Like a tiger defying the laws of gravity I'm a racing car passing by like  Godiva I'm gonna go go go There's no stopping me)
- Anche il giovane rapper Blp kosher ha intitolato un brano Lady Godiva facendo riferimento specialmente al suo arrivo “pull up” con il cavallo, sicuramente questo aiuterà a far conoscere il personaggio anche alle generazioni più giovani.

### Mascotte d'ingegneria
In molte facoltà universitarie di ingegneria, corpi del genio militare e altre organizzazioni di ingegneria, Lady Godiva è considerata una mascotte ed è definita il Santo patrono degli assistenti tecnici o Musa dell'ingegneria.

L'origine è poco chiara, anche se probabilmente si è sviluppata in Gran Bretagna, dove sono state fondate molte delle prime scuole di ingegneria durante la rivoluzione industriale.
L'usanza è arrivata in America del Nord attraverso le scuole canadesi, come l'Università di Toronto, che a gennaio indice l'annuale settimana di Godiva, progettata per creare lo spirito scolastico. L'usanza di associare Lady Godiva alle pratiche ingegneristiche si affermò nella prima metà del XX secolo anche negli Stati Uniti.
Una particolare tradizione associa Lady Godiva alle “songs drinking” (letteralmente canzoni beventi) della Hash House Harriers, come la Godiva's Hymn.

Storicamente, alcune organizzazioni universitarie hanno organizzato annualmente una cavalcata alla Godiva, dove una donna nuda (o un maschio mascherato) cavalcava un cavallo attraverso in campus universitario. Questa pratica è andata via via in disuso, anche a causa del massacro del Politecnico di Montréal.